# گودال (فیلم ۱۳۶۵)
گودال فیلمی به کارگردانی محمد حسن‌زاده و نویسندگی بهرام فروتن و محمد حسن‌زاده محصول سال ۱۳۶۵ است.

## بازیگران
- میترا قمصری
- خسرو شجاع زاده
- شهرام گلچین
- میرمحمد تجدد
- جمشید جهان زاده
- نجم السادات آبادی
- مینا صارمی
- شهاب کلیددارزاده
- ناصر غفرانی
- مهدی رنجه
- خسرو شاهی
- امان عباس حسینی
- مسعود دادگر
- غلامرضا رمضانی
- حمیدعباس حسینی
- مشتاق
- محسن شاه محمدی
- احمد نوایی
- پیمان رنجه
- صدیقه رنگرزان
- معصومه رنگرزان
- زینب السادات آبادانی
- فرزانه نشاط خواه